# Tin Ujević
Tin Ujević, egentligen Augustin Josip Ujević, född 5 juli 1891 i Vrgorac i Österrike-Ungern (nuvarande Kroatien), död 12 november 1955 i Zagreb i Jugoslavien (nuvarande Kroatien), var en kroatisk poet, essäist och översättare. Han anses ha varit den kroatiska 1900-talslitteraturens främste poet, en av de främsta sydslaviska diktarna men också en av de stora poeterna i Europa under 1900-talets första hälft. Från år 1921 slutade han att underteckna sig som Augustin (som var hans förnamn) och använde uteslutande signaturen Tin Ujević där "Tin" var ett smeknamn/förkortning av tilltalsnamnet Augustin.

## Biografi
Ujević föddes år 1891 i samhället Vrgorac i det dalmatiska inlandet i dåvarande Österrike-Ungern. Hans far Ivan Ujević var lärare och härstammade ursprungligen från Krivodol vid Imotski. Modern var från Milna på Brač. "Tin" var ett av fem barn varav två syskon dog i tidig ålder. Faders yrke innebar att familjen flyttade runt mellan olika orter i den dalmatiska provinsen. 
Han påbörjade grundskolan i Imotski och avslutade den i Makarska. År 1902 skrevs han in vid det klassiska gymnasiet i Split och inkvarterades i det romersk-katolska seminariet som skulle förbereda honom inför den tilltänkta framtiden som präst. År 1909 examinerades han från gymnasiet med goda betyg och gjorde samtidigt avkall på framtidsplanerna som präst. Istället lät han skriva in sig på Filosofiska fakulteten vid Zagrebs universitet. 
I Zagreb studerade han litteratur och hans första sonett Za novim vidicima publicerades i tidskriften Mlada Hrvatska (Unga Kroatien). Efter mordförsöket på den kroatiske banen Slavko Cuvaj år 1912 engagerade sig Ujević i den kroatiska nationalistiska ungdomsrörelsen vilket ledde till att han arresterades upprepade gånger. I Zagreb började han även umgås med den arton år äldre Antun Gustav Matoš, fadern till den kroatiska modernismen och sekelskiftets centralfigur i Kroatien, som han beundrade och uppfattade som sin "lärare". Men vänskapen tog slut år 1911 efter en offentlig polemik. Efter Matoš död år 1914 publicerades han en essä om sin forna lärare i tidskriften Savremenik. Samma år publicerades en poesiantologi av tolv unga poeter som låtit sig inspireras av Matoš. Tio av dikterna i samlingen var skrivna av Ujević. År 1914 tog Ujević även värvning i franska Främlingslegionen som han på uppmaning av den kroatiske politikern Frano Supilo lämnade efter tre månader.

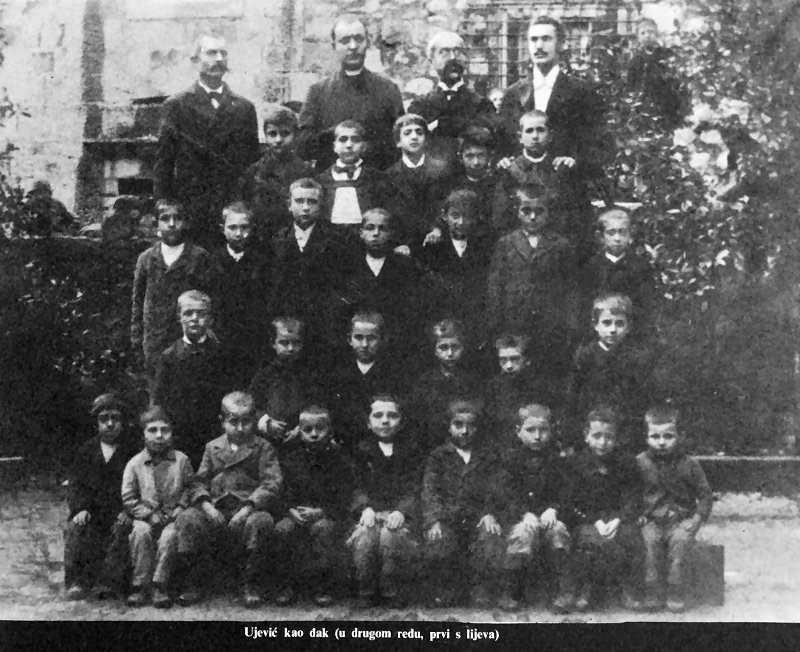
Tin Ujević i grundskolan. På skolkortet står Ujević i andra raden längst till vänster.

 Under åren i Zagreb blev Ujević politiskt aktiv. Han utvecklades till en hängiven anhängare av Rättspartiet, ett kroatiskt politiskt parti i dåvarande Österrike-Ungern som hävdade Kroatiens rätt till självstyre och kroaternas självbestämmanderätt inom Dubbelmonarkin. Ujević anammade senare idén om en förening av alla sydslaviska folk. Han förespråkade Kroatiens oberoende från Österrike-Ungern och betonade kroaternas samhörighet med andra sydslaver, inte minst serberna. År 1913 åkte han till Paris för att främja sina politiska idéer men blev besviken över hur han behandlades av den jugoslaviska kommittén och den serbiska diplomatin. Detta ledde till att han år 1917 lämnade politiken för gott. 
Efter första världskrigets slut bodde han en kortare period i Zagreb. Under tiden i Zagreb skrev han två självbiografiska essäer: Mrsko Ja och Ispit savjesti. I den förstnämnda undersöker han sina politiska övertygelser som han beskriver som desillusionerade. Ispit savjesti anses vara en av de mest gripande konfessionella texterna i den kroatisk litteraturen där en författare obarmhärtigt undersöker sitt eget förflutna.

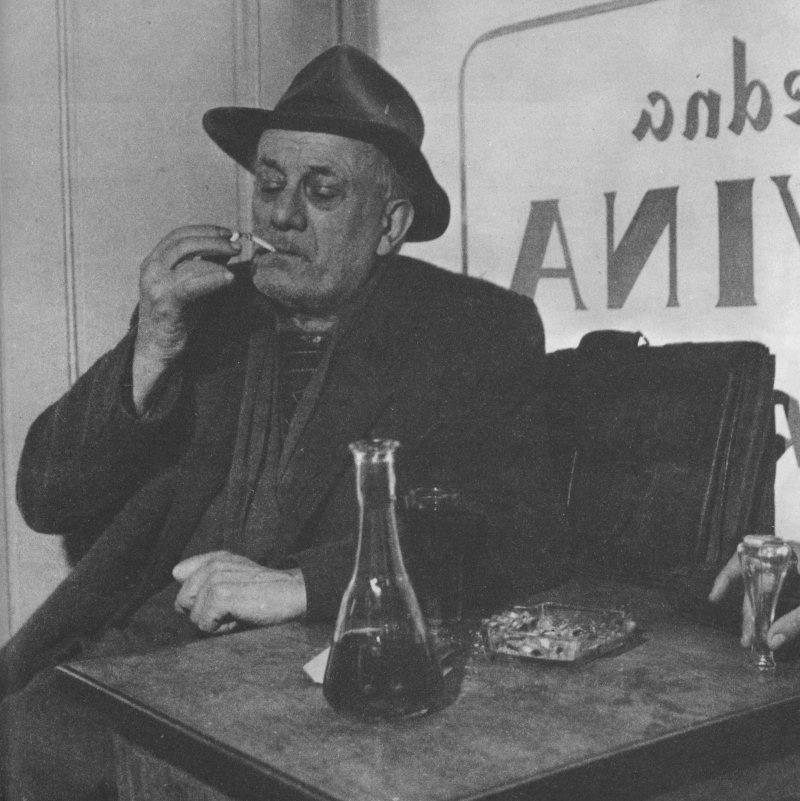
Den bohemiske Ujević i sitt rätta element på ett kafé.

Åren 1920–1926 var han bosatt i Belgrad och flyttade därefter till Split, Zagreb och sedan åter Belgrad. År 1920 publicerades hans första poesiantologi Lelek sebra i Belgrad och år 1922 publicerades det poetiska verket Visoki jablani i tidskriften Putevi. 
Åren 1930–1937 bodde han i Sarajevo, 1937–1940 i Split och flyttade sedan till Zagreb där han var bosatt fram till sin död år 1955. Åren 1941–1945 publicerade han inga böcker utan försörjde sig som journalist och översättare. Han hade en officiell tjänst som översättare i Oberoende staten Kroatiens utrikesdepartement vilket ledde till att den kommunistiska regimen i efterkrigsjugoslavien åren 1945–1950 hindrade hans fortsatta litterära karriär genom att förbjuda publicering av hans verk. Poesisamlingen Žedan kamen na studencu som skrev år 1944 publicerades därför först år 1954.
Ujević avled den 12 november 1955 i Zagreb och är begravd på Mirogojkyrkogården.

## Eftermäle
Tin Ujević-priset är en utmärkelse uppkallad efter Ujević som sedan år 1980 tilldelas personer som anses ha bidragit till den kroatiska poesin. Priset anses vara den mest prestigefyllda utmärkelsen i Kroatien i denna genre. 
Sedan år 2003 är Jadrolinijas färja M/F Tim Ujević uppkallad efter poeten och år 2008 fanns det 122 gator och vägar i Kroatien uppkallade efter honom.